# Даркнет

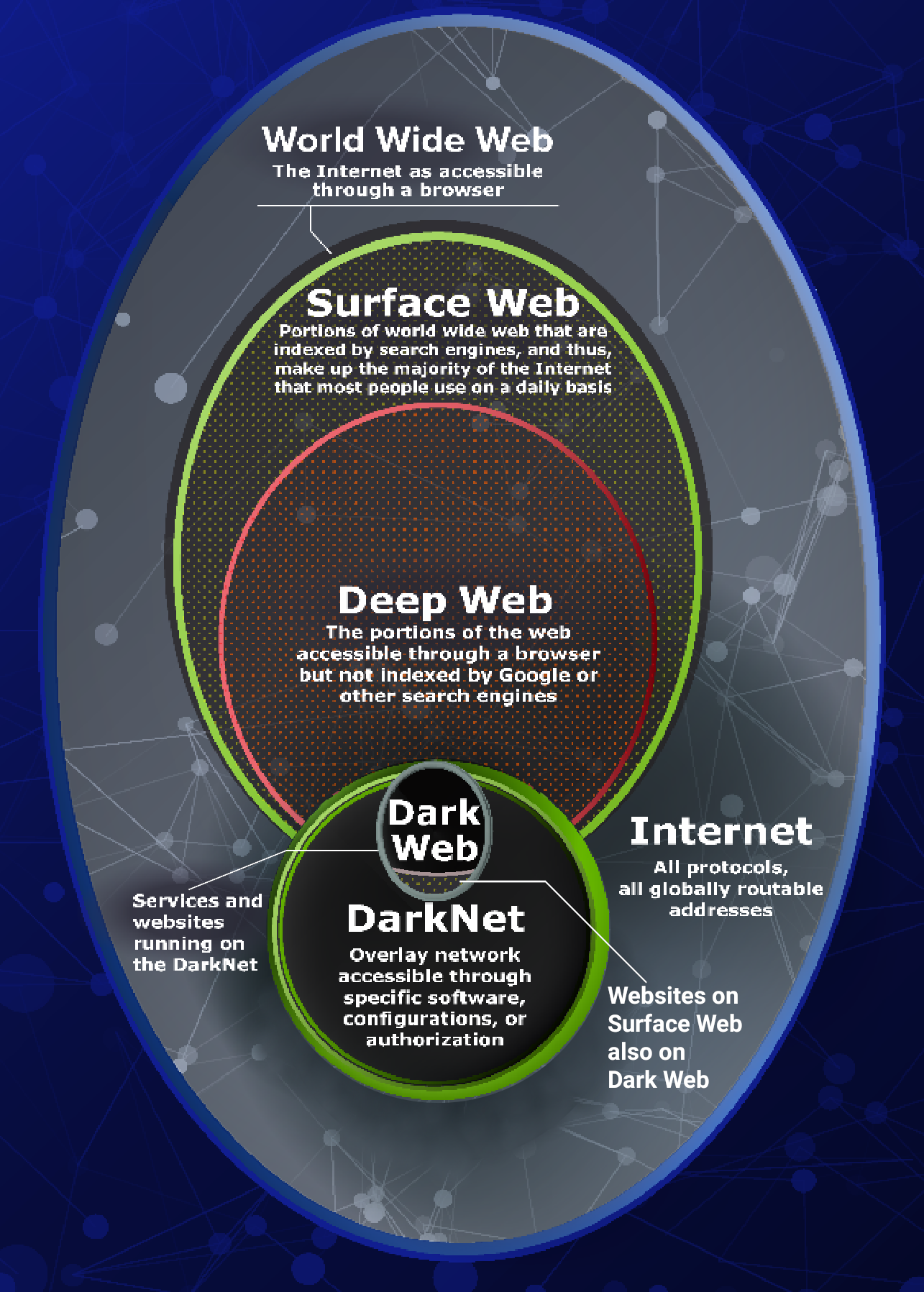
«Анатомія Інтернету». На малюнку темна павутина порівнюється з іншими частинами Інтернету, такими як поверхнева павутина і глибинна павутина. На основі даних Аргонської національної лабораторії Міністерства енергетики США.

Даркнет (від англ. dark net) — однорангова оверлейна мережа, прихована від поверхневої мережі за допомогою спеціальних технологій, з використанням спеціальних комунікаційних протоколів та портів, доступ до якої можливий лише за допомогою певного програмного забезпечення, а деякі її учасники встановлюють свої з'єднання вручну. Ця концепція відрізняється від звичайних однорангових мереж, в яких з'єднання зі сторонніми клієнтами зазвичай ініціюються автоматично і випадковим чином. Типовими мережами цього типу є мережі friend-to-friend (зазвичай використовуються для обміну файлами та пірінгових з'єднань) та анонімні мережі, на кшталт Tor.
Темна мережа становить лише невелику частинку Інтернету (ймовірно, менше 0,01 відсотка всієї мережі).

## Історія терміну
У 1970-х роках термін «даркнет» використовувався для опису мереж, ізольованих від ARPANET (мережа, яку вважають початком Інтернету), і отримав подальшу популяризацію у статті 2002 року «Даркнет та майбутнє цифрової дистрибуції», в якій четверо співробітників Microsoft, Пітер Біддл, Пол Інґланд, Маркус Пейнадо та Браян Віллман, стверджували, що існування даркнетів є головною перешкодою для розвитку ефективних технологій керування цифровими правами. На їхню думку, ідея даркнету ґрунтується на трьох припущеннях:
1. Будь-який об'єкт, призначений для розповсюдження, буде доступний певній кількості користувачів з дозволом на його копіювання.
2. Користувачі копіюватимуть об'єкти, якщо це можливо і якщо вони хочуть це робити.
3. Користувачі з'єднані каналами з високою пропускною здатністю.

Даркнет — файлообмінна мережа, яка виникає за появи загальнодоступних даних, згідно з гіпотезою № 1, і за поширення цих даних, згідно з гіпотезами № 2 і № 3.
Відтоді цей термін часто запозичували і, зокрема, використовували в таких великих ЗМІ, як Rolling Stone і Wired.
Термін «даркнет» часто використовується зі значним нерозумінням термінів поверхнева мережа (все, що може бути проіндексоване типовою пошуковою системою), глибинна мережа (все, до чого пошукова система не може отримати доступ) і темна мережа (невелика частина глибинної мережі, яка була навмисно прихована і недоступна через стандартні браузери).

## Стислий опис
Якщо розглядати це явище в контексті індексації контенту пошуковими системами, то протилежним терміном до даркнету є поверхнева мережа або клірнет (англ. clearnet).
У загальному сенсі термін «даркнет» може використовуватися для опису некомерційних «вузлів» Інтернету або для позначення всіх «підпільних» інтернет-комунікацій і технологій, які в основному асоціюються з дисидентськими рухом або нелегальною діяльністю.
Коли цей термін використовують для опису файлообмінної мережі, назву «даркнет» часто вживають як синонім фрази «friend-to-friend» («від одного до одного») — ці два поняття описують мережі, в яких прямі з'єднання встановлюються тільки між двома пірами, які один одному довіряють. Такі мережі ще називають закритими p2p (англ. private peer-to-peer).
Найпоширені файлообмінники, наприклад, BitTorrent, насправді не є даркнетами, оскільки користувачі можуть зв'язуватися з ким завгодно в мережі.
Майже всі відомі даркнети децентралізовані і, отже, вважаються одноранговими.

## Мотиви використання
Загалом, даркнети можуть використовуватися з багатьох причин, таких як:
- забезпечення недоторканності приватного життя[19] громадян і захист від точкового та масового спостереження(інші мови);
- захист дисидентів від політичних репресій[11];
- інформаційні злочини (DoS-атаки, крекінг тощо)[20];
- кібершпигунство[21] і тероризм[22][23].;
- надання секретної інформації, подання скарг на високопосадовців та оприлюднення секретних документів;
- нелегальні товари (дані платіжних карток, зброя, наркотики, шкідливе програмне забезпечення, персональні та конфіденційні дані тощо) на даркнет-ринках (таких як Silk Road, Silk Road 2, Agora, Evolution та інші)[3];
- обмін файлами, захищеними авторським правом[24][25].

## Детальний опис

Маска Гая Фокса — один із символів Анонімуса

Даркнет являє собою комунікаційну систему, що складається з віртуальних тунелів, яка дозволяє обмінюватися даними в зашифрованому вигляді. Даркнет відрізняється від інших розподілених однорангових мереж тим, що обмін файлами відбувається анонімно (оскільки IP-адреси не є загальнодоступними), а отже, користувачі можуть спілкуватися без особливих побоювань або втручання уряду. З цієї причини даркнет часто сприймається як інструмент комунікації для різних видів підпільної та протизаконної діяльності.
У даркнеті використовуються домени, до яких неможливо отримати доступ через звичайну мережу за допомогою стандартних браузерів. У більшості випадків це псевдодомени в доменній зоні .onion або .i2p тощо. Для адреси сайту часто використовується випадковий набір символів або шифр, наприклад, vww6ybal4bd7szmgncyruucpgfkqahzddi37ktceo3ah7ngmcopnpyyd.onion — дзеркало сайту Riseup в даркнеті, яке неможливо відкрити за допомогою звичайного браузера.
У 2016 році британські фахівці з кібербезпеки проаналізували вміст вибірки сайтів даркнету за допомогою пошукової системи, налаштованої на відстеження і категоризацію знайденого контенту за набором ключових слів (наприклад, англ. Weapons — зброя, англ. Illegal Pornography — нелегальна порнографія, англ. Extremism — екстремізм тощо). З 5205 проаналізованих сайтів лише 2723 виявилися активними, а на 1547 сайтах було виявлено нелегальний контент. На думку авторів дослідження, найпоширенішими сайтами даркнету є віртуальні платформи для торгівлі наркотиками та фінансових злочинів.

## В літературі
У своїй книзі «Даркнет: війна Голівуду проти цифрового покоління» журналіст Джозеф Лазіка описує спробу даркнету охопити файлообмінні мережі. Згодом, у 2015 році, Джеймі Бартлет, директор Центру аналізу соціальних медіа аналітичного центру Demos, у своїй книзі «Темна мережа: всередині цифрового підпільного світу», описує своє дослідження даркнету як експерт-гід. Він розповідає історію молодої дівчини, яка, натхненна позитивними відгуками анонімних глядачів, намагаючись підвищити свою самооцінку, позує перед веб-камерою з написаним на шкірі ім'ям, а потім з пляшечкою прописаних ліків, чим провокує психопатів на приниження. А також оповідає про лібертаріанських шифропанків, які більше 20-ти років борються за особисту свободу і анонімність в інтернеті, а в комуні поблизу Барселони знайомиться з криптоанархістами, які створюють незалежну платіжну систему, що здатна підірвати банківську систему і революціонізувати суспільство. У книзі також описано обслуговування клієнтів, яке надають наркодилери на таких сайтах, як «Silk Road», а також технологічні інновації операторів «ринку вбивств», які заохочують користувачів змагатися за фінансову винагороду, вгадуючи дати смерті відомих людей. На завершення Бартлетт визнає творчий потенціал даркнету: — На кожну деструктивну субкультуру, яку я досліджував, є стільки ж позитивних, корисних і конструктивних.

## Програмне забезпечення
Усі даркнети вимагають встановлення певного програмного забезпечення або мережевих налаштувань для доступу. Наприклад, для доступу до мережі Tor використовується спеціальний браузер Tor, який є подальшим розвитком Tor Browser Bundle, що містить демон Tor, модифікований браузер Firefox, Torbutton — розширення для ввімкнення та вимкнення режиму Tor в браузері, а також графічний контролер Vidalia; або використовувати інше програмне забезпечення, що використовує цибулеву маршрутизацію.
Torbutton, розширення для ввімкнення та вимкнення режиму Tor у браузері, а також графічний контролер Vidalia або інше програмне забезпечення, що використовує цибулинну маршрутизацію.

### Активні проєкти

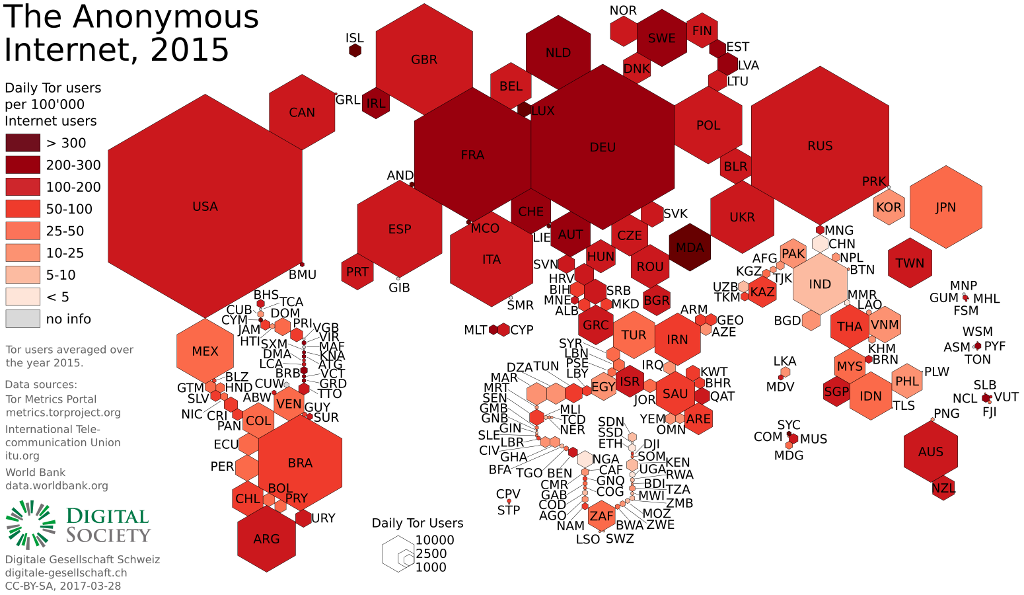
Картограма анонімності виходу в мережу

- Freenet — децентралізована і стійка до цензури анонімна мережа «друг-до-друга», в якій з'єднання встановлюються між довіреними вузлами; починаючи з версії 0.7 однорангові вузли знаходять один одного автоматично[37].
- GNUnet(інші мови) — є даркнетом, якщо увімкнена опція «топологія мережі F2F»[37].
- I2P — зашифрована P2P оверлейна мережа, яка використовує модифікований DHT Kademlia, є форком проєкту Freenet[38].
- iMule[ru] (невидимий мул) — мультиплатформний P2P-клієнт на базі aMule, який забезпечує анонімний обмін файлами в мережах: I2P та Kademlia.
- RetroShare — може функціонувати як даркнет («друг-до-друга») для виконання анонімної передачі файлів, коли розподілені геш-таблиці та функції Discovery вимкнені[37][39][40].
- Tor — анонімна мережа, що серед своїх прихованих послуг також має і даркнет. Найпопулярніша одиниця даркнету.
- Tribler може функціонувати як даркнет для обміну файлами та публікації вебсайтів[37].
- ZeroNet — це децентралізована P2P мережа, яка використовує Bitcoin-сумісне асиметричне шифрування і працює на протоколі BitTorrent, починаючи з версії 0.3.5, ZeroNet містить ПЗ Tor, відкрите програмне забезпечення.

### Припинені проєкти
Netsukuku — анонімна, розподілена і децентралізована мережа, в якій можна реалізувати Аномальну Анархію Доменних Імен Нетсукуку (ANDNA), яка замінює ієрархічну і централізовану систему.
Riffle — анонімна мережа, розроблена дослідниками з MIT і EPFL як відповідь на проблеми мережі Tor.